# Mattsee
Mattsee est une commune autrichienne du district de Salzbourg-Umgebung dans l'État de Salzbourg. La commune se trouve sur le lac du même nom. 

## Géographie
Mattsee fait partie du district judiciaire de Neumarkt bei Salzburg. Les communautés voisines sont Seekirchen am Wallersee, Obertrum am See, Palting, Seeham, Schleedorf et Lochen am See. 
Les quartiers de Mattsee sont Anzing, Aug, Außerhof, Bindergrub, Bodenstätt, Buchberg, Feichten, Fisching, Gaisberg, Guglmoos, Haag, Hof, Hofer, Leitgermoos, Lofer, Mitterhof, Nußbaum, Obernberg, Ochsenharing, Paltingmoos, Pfaffenberg, Ramoos, Römersberg, Saulach, Schalkham, Untermayerhof, Unternberg, Wallmannsberg, Weyer et Zellhof.

## Histoire
Le premier peuplement a eu lieu à l'âge néolithique. Des découvertes archéologiques datant des années 1950 prouvent que la colline du chateau actuel, qui était une île rocheuse à l'époque préhistorique, était déjà habité. 
Vers 770, le monastère Mattsee a été fondé par le duc bavarois Tassilo III. L'église du couvent, un bâtiment gothique, possède un riche équipement baroque et un clocher proéminent de 60 m de haut ajouté en 1766. Mattsee était le siège d'une cour des princes-évêques de Salzbourg. Avec Salzbourg, la ville a fait partie de l'Autriche en 1816. 
Mattsee a été le siège d'un tribunal de district de l'arrondissement judiciaire de Mattsee jusqu'à la fin du mois de mai 1923; à partir du 1er juin 1923, celui-ci a été dissous et Mattsee a été attribué à l'arrondissement judiciaire de Neumarkt bei Salzburg. Le village de Mattsee est une ville de marché depuis 1935.

## Le château
Le château de Mattsee est situé sur la colline d'un château partiellement entouré de plans d'eau dans le lac Mattsee. Le complexe actuel du château remonte à un château construit vers 1100 pour le compte des évêques de Passau, et la tour a été complétée en 1294. En 1325, un fossé a été construit, ce qui a donné au complexe le caractère d'une île. Après avoir changé plusieurs fois de mains, le château est passé à l'archevêché de Salzbourg en 1398 et a été aménagé en résidence d'été pour les archevêques de Salzbourg jusqu'au 17e siècle, qui utilisaient le château pour la chasse et les loisirs. Au cours des siècles suivants, le bâtiment s'est visiblement détérioré et, au XIXe siècle, le château a même été utilisé comme carrière de matériaux de construction pour la construction de nouveaux bâtiments dans les environs. 

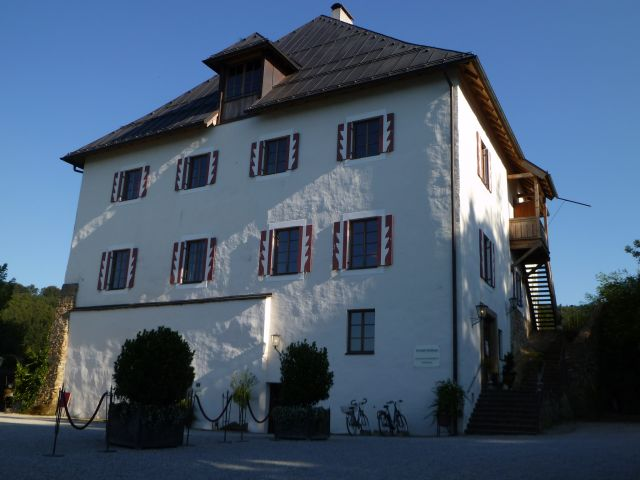
Château de Mattsee - vue de face

Ce n'est qu'entre 1998 et 2003 que le château de Mattsee a été reconstruit selon les plans originaux. Aujourd'hui, le château est utilisé pour divers événements, notamment la série de concerts Diabellisommer (allemand: L'été de Diabelli). Il comprend également un café du château et l'Académie d'art Leonardo.

## Personnalités liées à la commune
- Joseph Kranzinger (1731–1775), peintre autrichien
- Anton Diabelli (1781–1858), compositeur autrichien

## Climat
| Mois                              | jan. | fév. | mars | avril | mai  | juin | jui. | août | sep. | oct. | nov. | déc. |
| --------------------------------- | ---- | ---- | ---- | ----- | ---- | ---- | ---- | ---- | ---- | ---- | ---- | ---- |
| Température minimale moyenne (°C) | −3,8 | −3,7 | 0,1  | 4     | 9    | 12,2 | 14,1 | 13,8 | 10,3 | 6,2  | 1,3  | −2   |
| Température moyenne (°C)          | −1   | −0,3 | 3,7  | 8,4   | 13,7 | 16,6 | 18,6 | 18   | 13,9 | 9,3  | 3,8  | 0,5  |
| Température maximale moyenne (°C) | 2,6  | 4,4  | 8,8  | 14,1  | 19,3 | 22   | 24,2 | 23,6 | 19,1 | 14   | 7,5  | 3,5  |
| Précipitations (mm)               | 79   | 81   | 108  | 88    | 117  | 147  | 158  | 143  | 114  | 80   | 85   | 95   |
| Humidité relative (%)             | 79   | 71,8 | 66   | 59,6  | 59,4 | 63,3 | 62,6 | 63,1 | 68,9 | 73   | 79   | 82,8 |

| Diagramme climatique                                  |           |           |         |          |           |             |             |             |         |          |         |
| J                                                     | F         | M         | A       | M        | J         | J           | A           | S           | O       | N        | D       |
| 2,6−3,879                                             | 4,4−3,781 | 8,80,1108 | 14,1488 | 19,39117 | 2212,2147 | 24,214,1158 | 23,613,8143 | 19,110,3114 | 146,280 | 7,51,385 | 3,5−295 |
| Moyennes : • Temp. maxi et mini °C • Précipitation mm |           |           |         |          |           |             |             |             |         |          |         |

## Littérature
- (de) Gerda Dohle, Mattsee-Chronik, Mattsee, Marktgemeinde Mattsee, 2005, 488 p. (présentation en ligne)